# Dalaån
Dalaån este o arie protejată (arie specială de conservare — SAC, sit de importanță comunitară — SCI) din Suedia întinsă pe o suprafață de 0,74 ha, integral pe uscat.

## Localizare
Centrul sitului Dalaån este situat la coordonatele 61°58′31″N 16°28′14″E / 61.9753°N 16.4705°E.

## Înființare
Situl Dalaån a fost declarat sit de importanță comunitară în iulie 2000 pentru a proteja 1 specie de plante. Situl a fost protejat și ca arie specială de conservare în martie 2011.

## Biodiversitate
Situată în ecoregiunea boreală, aria protejată nu include niciun habitat protejat.
La baza desemnării sitului se află o specie protejată de  plante: Scapania massalongii.